# Vernal (Utah)
Vernal é uma cidade localizada no estado norte-americano de Utah, no Condado de Uintah.

## Demografia
Segundo o censo norte-americano de 2000, a sua população era de 7714 habitantes.
Em 2006, foi estimada uma população de 8163, um aumento de 449 (5.8%).

## Geografia
De acordo com o United States Census Bureau tem uma área de
11,9 km², dos quais 11,9 km² cobertos por terra e 0,0 km² cobertos por água.

## Localidades na vizinhança
O diagrama seguinte representa as localidades num raio de 36 km ao redor de Vernal.